# You and Me Together
«You and Me Together» ("Tú y yo juntos") es una canción cantada por Miley Cyrus, lanzada bajo el nombre del personaje Hannah Montana. La canción fue lanzada del soundtrack. Esta canción fue mostrada en la serie de Disney Channel, Hannah Montana. En E.U. alcanzó la posición #81.

## Lista de canciones
1. "You and Me Together"  - 3:48
2. "Life's What You Make It" - 3:08

## Video musical
El vídeo musical de "You and Me Together" fue lanzado el 2008 en todo el mundo y en el vídeo musical sale Hannah Montana con su mamá y con Jason cantando en su pieza y el vídeo musical de "You and Me Together" dura sólo 0:55 segundos.

## Presentaciones en los Charts
La canción "You and Me Together" fue presentada junto a Bigger Than Us y We Got The Party With Us en Londres donde fue presentada como sencillo oficial junto a Old Blue Jeans y la famosa canción True Friend donde se confirmaron como sencillos Oficiales para Hannah Montana 2 y para Hannah Montana 2Non-Stop Dance Party, pero el cual no tuvo video para Hannah Montana 2: Non-Stop Dance Party lo mismo paso con las demás Canciones que fueron sencillos para "Hannah Montana 2: Non-Stop Dance Party".

## Charts
| País    | Lista          | Mejor posición |      |
| 2010    | 2010           | 2010           | 2010 |
| ------- | -------------- | -------------- | ---- |
| Austria | ITunes Austria | 26             |      |
| Noruega | ITunes Norway  | 63             |      |